# Janko Ban
Janko Ban, glasbenik, zborovodja, publicist, kulturni delavec, * 4. december 1944, Trst.

## Življenje in delo
Rodil se je v Trstu očetu Josipu in materi Olgi (rojeni Mahnič). Šole je obiskoval v Trstu, maturiral je na slovenskem Klasičnem liceju leta 1964, nato je študiral muzikologijo na Univerzi v Parmi. Na Glasbeni matici v Trstu je študiral violino, violo in solopetje. Diplomiral je na konservatoriju Giuseppe Tartini v Trstu. Obiskoval je tečaj za dirigente na Glasbeni matici in se izpopolnjeval na mnogih zborovskih seminarjih (Velenje, Celje, Ljubljana). Od leta 1966 do leta 1971 je bil zunanji sodelavec pri Radiu Trst A v glasbenem oddelku, od  leta 1971 pa urednik programov simfonične, komorne in operne glasbe in režiser televizijskih glasbenih snemanj na RAI.  Za to ustanovo je pripravil ogromno oddaj z intervjuji o zanimanju za glasbo med Slovenci na Tržaškem, Goriškem in v Beneški Sloveniji, mnogo oddaj pa je posvečal mladini. Istočasno je sodeloval kot pevec v tržaškem zboru Jacobus Gallus (med leti 1965-1970, pod vodstvom Ubalda Vrabca). Leta 1972 se je oženil s slavistko Vero Tuta.
Janko Ban je tudi profesor glasbene zgodovine, predavatelj in publicist, bil je odbornik pri slovenskem Cecilijnem društvu iz Ljubljane , odbornik pri Glasbeni matici in pri Zvezi cerkvenih pevskih zborov iz Trsta - ZCPZ. Leta 1991 je bil med koordinatorji (in tudi zborovodja) projekta Gallusovo zvočno bogastvo,  za katerega so tudi snemali CD ploščo in je prispeval, da je spet zaživel istoimenski zbor (od leta 1991 do 1994 ga je vodil Stojan Kuret, nato Janko Ban do leta 2004). Pod njegovim vodstvom je zbor Jacobus Gallus prejel dvakrat zlato in trikrat srebrno plaketu na zborovskem tekmovanju Naša pesem v Mariboru. Po upokojitvi se je intenzivneje posvetil rednemu sodelovanju s cerkvenim zborom Sv. Jernej z Opčin, ki ga s krajšimi presledki vodi od leta 1974, s katerim je dvakrat prejel prvo nagrado na natečaju cerkvenega petja Bogomir in Mirko Špacapan v Podgori pri Gorici. Bil je tudi prvi zborovodja moške skupine tega zbora, ki je nastala leta 2007 (in se je nato poimenovala po Stanetu Maliču), skupaj so snemali dve CD plošči.   Še prej je bil devet let umetniški vodja Tržaškega okteta.  Prepeval je in bil umetniški vodja v mešani vokalni skupini Musica noster amor, v kateri je šest solistov izvajalo predvsem skladbe Gallusa in drugih renesančnih skladateljev. Skupina se je, ob raznih koncertih, uspešno udeležila radijskih tekmovanj Primorska poje in tekmovanja Seghizzi.
Janko Ban je zborovodja, dirigent, namestnik dirigenta, sestavljalec programov, koncertnih listov, predavatelj, kritik, recenzent, član komisij in žirij, mnogo pa tudi objavlja, bodisi članke z glasbeno vsebino za Primorski dnevnik, Gospodarstvo, Katoliški glas, Koledar Goriške Mohorjeve družbe, Novi Glas, kot ureja zbirke pesmi.  Na njegovo pobudo je nastalo veliko odmevnih zborovskih projektov, ki so združili različne slovenske zbore in instrumentaliste iz dežele Furlanije Julijske krajine. Aktivno sodeluje z Zvezo cerkvenih pevskih zborov v Trstu, kjer je že več let v umetniškem odboru, z bistveno vlogo kot svetovalec.

## Nagrade
- 2016 - srebrna plaketa JSKD - Javnega sklada Republike Slovenije za kulturne dejavnosti, za ustvarjalno in organizacijsko delo na področju zborovske glasbe [10]
- 2020 - priznanje SKGZ in SSO ob dnevu slovenske kulture [11]
- 2024 - Zlata Riharjeva plaketa, ki jo je podelilo Slovensko Ceciljino društvo [12]